# Aproximante retroflexa
O aproximante retroflexo é um tipo de fone consonantal empregado em alguns idiomas. O símbolo no Alfabeto Fonético Internacional que representa este fonema é ɻ, e seu equivalente X-SAMPA é r\`. O símbolo do AFI é um r minúsculo de ponta cabeça com um gancho virado pra direita no lado direito inferior da letra.

## Características
- Seu modo de articulação é aproximante, que significa que é produzido ao deixar um articulador próximo do outro, mas não ao ponto de produzir uma consoante fricativa.
- Seu local de articulação é retroflexo, o que significa prototipicamente que ele está articulado subapical (com a ponta da língua enrolada para cima), mas de forma mais geral, significa que é pós-alveolar sem ser palatalizado. Ou seja, além da articulação subapical prototípica, o contato da língua pode ser apical (pontiagudo) ou laminal (plano).[2]
- O tipo de fonação é sonora, que significa que as cordas vocais vibram durante a articulação.
- É uma consoante oral, que significa que permite que o ar escape pela boca.[1]
- É uma consoante central, que significa que é produzido permitindo a corrente de ar fluir ao meio da língua ao invés das laterais.
- O mecanismo de ar é egressivo, que significa que é articulado empurrando o ar para fora dos pulmões através do aparelho vocal.[2]

## Ocorrências
O retroflexo aproximante acontece em muitas línguas da Índia e Austrália, mas em outros lugares é mais raro, embora ocorra em duas línguas com muitos falantes, o inglês e o mandarim.
| Língua            | Língua                                           | Palavra   | AFI         | Significado | Notas |
| ----------------- | ------------------------------------------------ | --------- | ----------- | ----------- | --- |
| Chinês            | Mandarim                                         | 肉 ròu    | [ɻoʊ̯˥˩]     | Carne       | Pode ser uma fricativa [ʐ] para alguns alto-falantes. |
| Derung            | Derung                                           | Tvrung    | [tə˧˩ɻuŋ˥˧] | Derung      | |
| Holandês          | Alguns falantes da Holanda                       | eerst     | [ɪːɻst]     | Primeiro    | Língua agrupada e raiz retraída. Ocorre apenas na coda da sílaba. |
| Inglês            | Alguns dialetos americanos                       | red       | [ɻʷɛd]      | Vermelho    | Labializado |
| Inglês            | Alguns dialetos do inglês irlandês.              | red       | [ɻʷɛd]      | Vermelho    | Labializado |
| Inglês            | Um pouco de inglês do West Country               | red       | [ɻʷɛd]      | Vermelho    | Labializado |
| Enindhilyagwa     | Enindhilyagwa                                    | angwura   | [aŋwuɻa]    | Fogo        | |
| Feroês            | Feroês                                           | hoyrdi    | [hɔiɻʈɛ]    | Escutado    | Allophone of /r/. Sometimes voiceless [ɻ̊]. |
| Grego             | Região de Creta (variações Sfakia e Mylopotamos) | γάλα gála | [ˈɣaɻa]     | Leite       | Alofone intervocálico de /l/ antes de /a o u/. Recessivo. |
| Kannada           | Alguns dialetos                                  | ಕೊೞೆ        | [kɒɻe]      | Apodrecer   | |
| Malayalam         | Malayalam                                        | തമിഴ്       | [t̪əˈmɨɻ]ⓘ   | Tâmil       | |
| Mapudungun        | Mapudungun                                       | rayen     | [ɻɜˈjën]    | Flor        | Possível realização de /ʐ/; pode ser [ʐ] ou [ɭ] ao invés. |
| Pachto            | Pachto                                           | سوړ       | [soɻ]       | Frio        | Alofone de flepe lateral retroflexo expresso /ɭ̆/. |
| Português         | Muitos do Centro-Sul                             | cartas    | [ˈkaɻtə̥̆s]   | Cartas      | Alofone de consoantes róticas (e às vezes /l/) na coda da sílaba. Principalmente encontrada na zona rural de São Paulo, Paraná, sul de Minas Gerais e arredores, sendo a realização mais comum e prestigiosa nas áreas metropolitanas [ɹ] e/ou vogal rótica. Tal como acontece com [ɽ], apareceu como uma mutação de [ɾ]. |
| Português         | Caipira                                          | temporal  | [tẽɪ̯̃pʊˈɾaɻ] | Temporal    | Alofone de consoantes róticas (e às vezes /l/) na coda da sílaba. Principalmente encontrada na zona rural de São Paulo, Paraná, sul de Minas Gerais e arredores, sendo a realização mais comum e prestigiosa nas áreas metropolitanas [ɹ] e/ou vogal rótica. Tal como acontece com [ɽ], apareceu como uma mutação de [ɾ]. |
| Português         | Piracicabano                                     | grato     | [ˈgɻatʊ̥]    | Grato       | Alofone de consoantes róticas (e às vezes /l/) na coda da sílaba. Principalmente encontrada na zona rural de São Paulo, Paraná, sul de Minas Gerais e arredores, sendo a realização mais comum e prestigiosa nas áreas metropolitanas [ɹ] e/ou vogal rótica. Tal como acontece com [ɽ], apareceu como uma mutação de [ɾ]. |
| Tâmil             | Tâmil                                            | தமிழ்       | [t̪əˈmɨɻ]ⓘ   | Tâmil       | Pode ser mesclado com [l] para muitos alto-falantes modernos. |
| Deserto ocidental | Dialeto pitjantjatjara                           | Uluṟu     | [ʊlʊɻʊ]     | Uluru       | |
| Yagan             | Yagan                                            | wárho     | [ˈwaɻo]     | Caverna     | |